# Lertha vartianae
Lertha vartianae is een insect uit de familie van de Nemopteridae, die tot de orde netvleugeligen (Neuroptera) behoort. 
Lertha vartianae is voor het eerst wetenschappelijk beschreven door H. Aspöck et al. in 1984.